# Osteocephalus yasuni
Espèce
Statut de conservation UICN

 LC  : Préoccupation mineure
Osteocephalus yasuni est une espèce d'amphibiens de la famille des Hylidae.

## Répartition
Cette espèce se rencontre entre 100 et 250 m d'altitude :
- en Colombie dans le département d'Amazonas ;
- en Équateur dans les provinces de Sucumbíos, de Orellana et d'Pastaza ;
- au Pérou dans la région de Loreto ;
- au Brésil dans l'extrême ouest de l'État d'Amazonas.

## Étymologie
Cette espèce est nommée en l'honneur du parc national Yasuni.

## Publication originale
- Ron & Pramuk, 1999 : A New Species of Osteocephalus (Anura: Hylidae) from Amazonian Ecuador and Peru. Herpetologica, vol. 55, no 4, p. 433-446.